# Prößdorf
Prößdorf ist seit der Gebietsreform 1994 ein Ortsteil der Stadt Lucka im Altenburger Land in Thüringen.

## Geographie

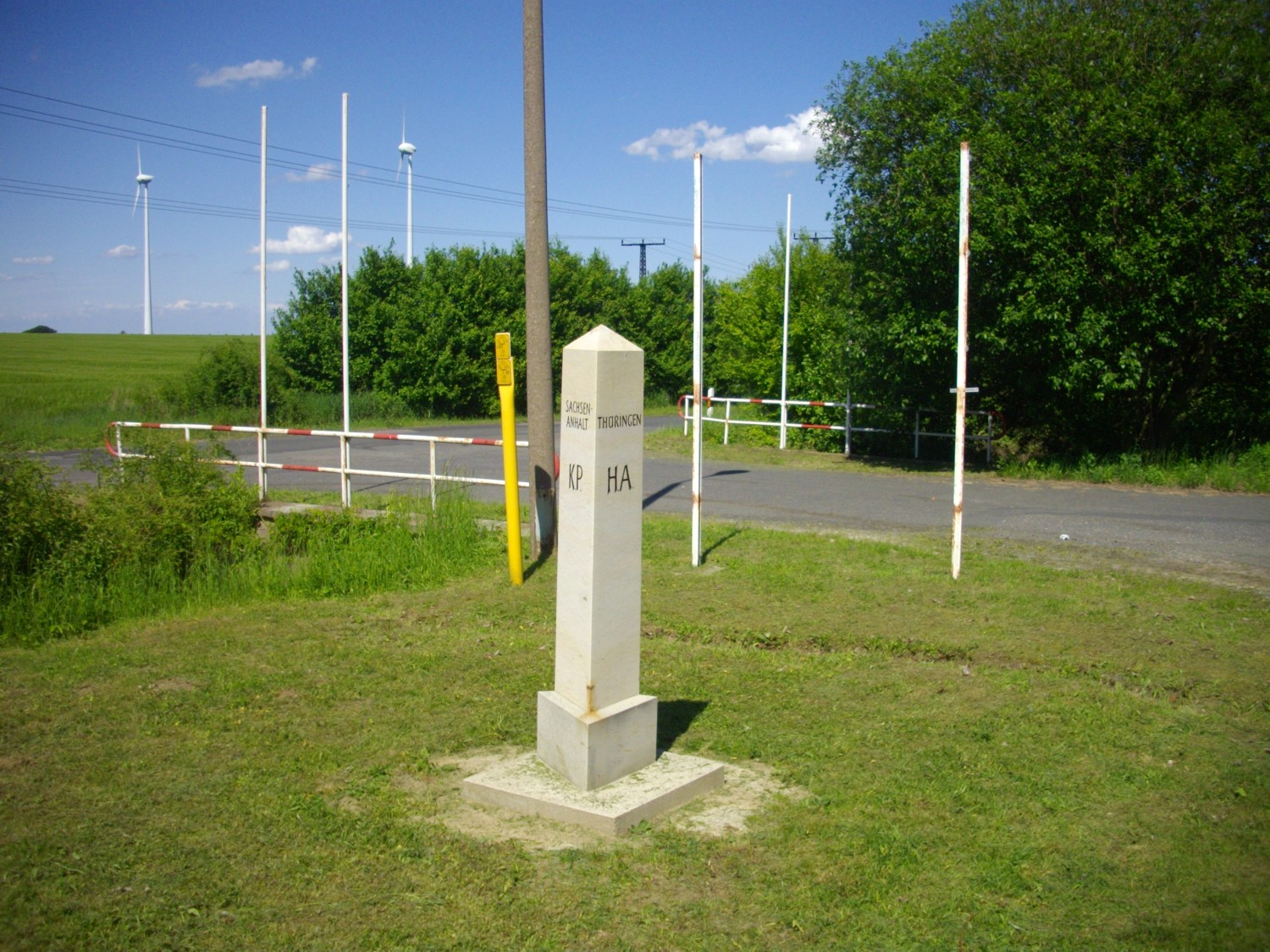
Dreiherrenstein am Dreiländereck Sachsen/Sachsen-Anhalt/Thüringen

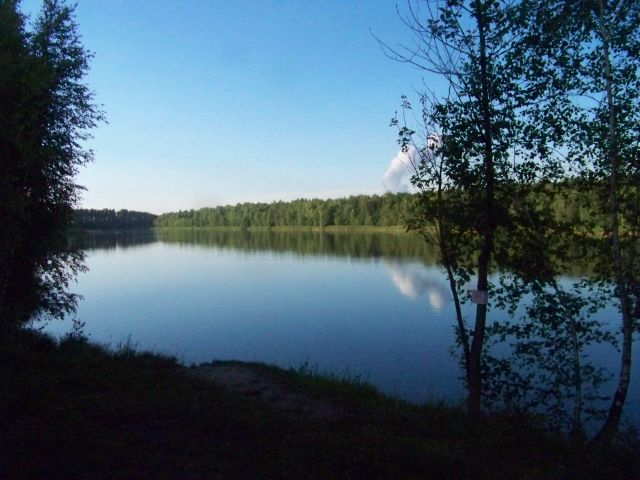
Prößdorfer See

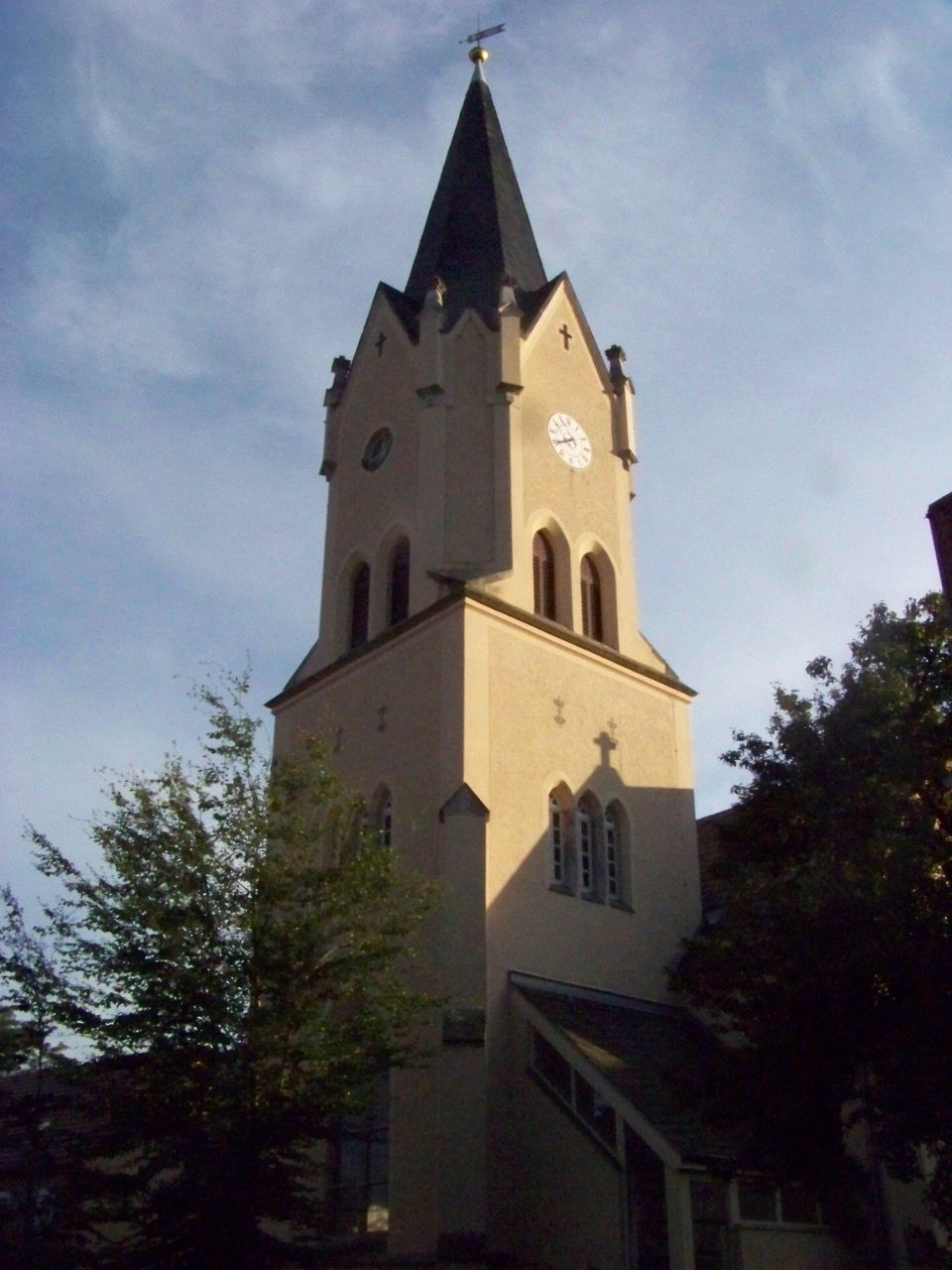
Kirche

Prößdorf liegt in der Leipziger Tieflandsbucht unmittelbar an der Grenze Thüringens nach Sachsen und Sachsen-Anhalt, wo sich auch das ehemalige Glaswerk Maltitz befindet. Angrenzende Orte sind im Uhrzeigersinn von Norden beginnend die Groitzscher Ortsteile Maltitz und Hemmendorf in Sachsen, die Thüringer Stadt Lucka im Nordosten, Breitenhain im Osten, Falkenhain im Süden und Langendorf in Sachsen-Anhalt.
Sein landschaftliches Gepräge erhielt Prößdorf größtenteils in Zusammenhang mit dem Braunkohleabbau. So entstand u. a. aus den Tagebaurestlöchern des Tagebaus Hemmendorf und der natürlichen Flutung aus verschiedenen Quellen der Badesee Prößdorf mit seiner hervorragenden Wasserqualität, einer der vier Badeseen im Altenburger Land.

## Geschichte

### Mittelalter
Prößdorf wurde erstmals urkundlich im Jahr 1413 erwähnt, jedoch weisen die bei Restaurierungsarbeiten an der Prößdorfer Kirche im Jahre 1855 aufgefundenen Schriften auf den Bau dieser Kirche bereits im Zeitraum um 1360 hin. Daraus lässt sich ableiten, dass die ersten, auf dem Topfmarkt befindlichen Häuser in dieser Zeit bereits standen.

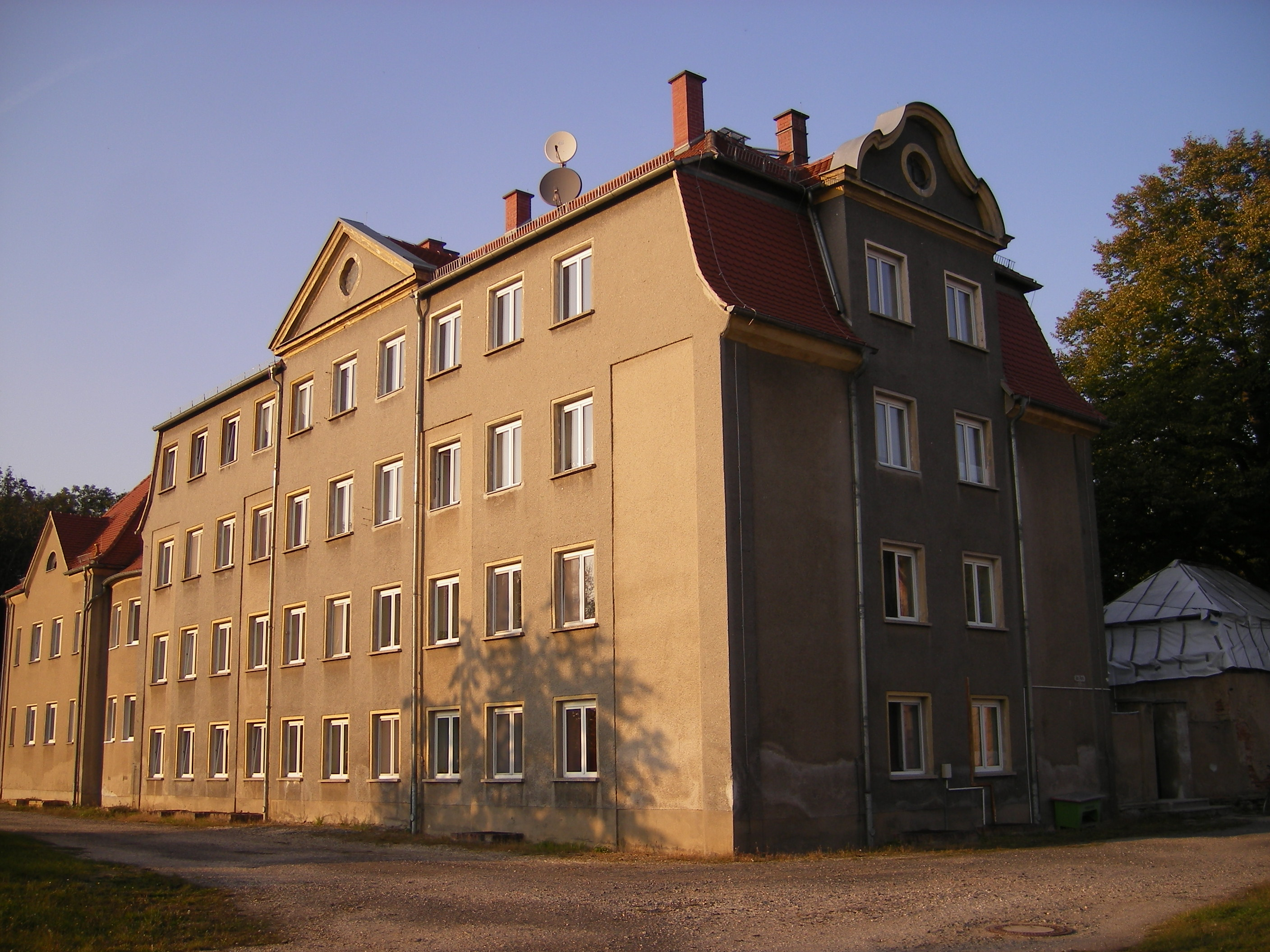
Schloss des Rittergutes

In Prößdorf existierte ein Rittergut, dessen Erbauer und Entstehungszeit nicht nachweisbar ist, allerdings war es im 15. Jahrhundert kein eigenständiger Rittersitz, sondern Vorwerk von Breitenhain. Im Ortskern, dem Mitteldorf, lebten die Bauern, die unfreien Lehnsknechte wohnten im Kotwinkel, der auch Kuhwinkel genannt wurde, da es ihnen gestattet war, eine Kuh zu besitzen.

### 16. bis 19. Jahrhundert

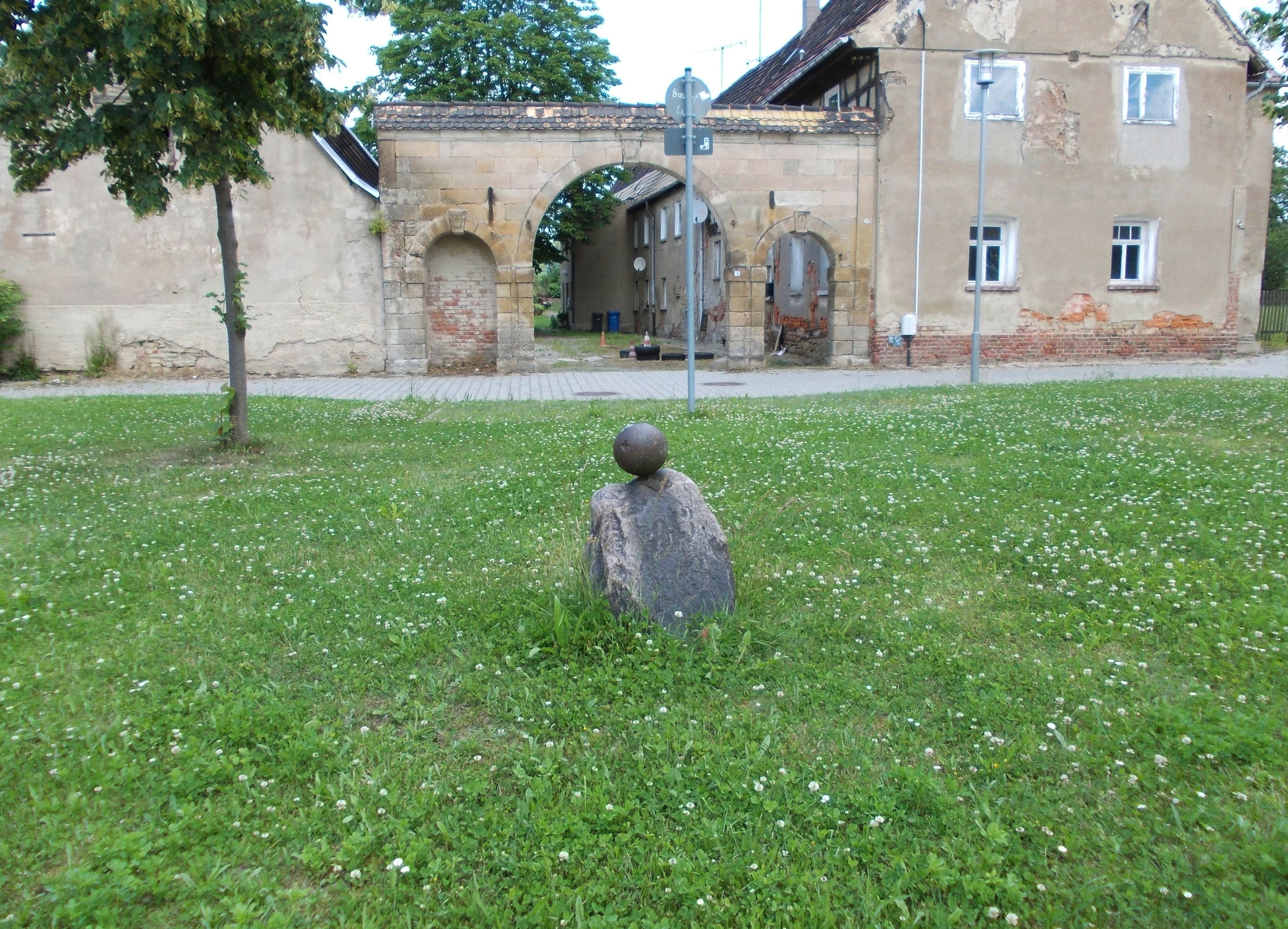
Denkmal mit Kanonenkugel von 1813

Das Gut Prößdorf wechselte oft seine Besitzer, so waren es im 16. Jahrhundert die Herren von Bünau, später die Herren von Minckwitz und Zeumer. Im 19. Jahrhundert besaß der königlich-preußische Hofrat von Tettenborn-Holderrieder dieses und empfand das gesamte Schlossgelände als Schauplatz alter Kunstdenkmäler nach. Ein weiterer Besuchermagnet wurde der Lustgarten genannte Park, zudem gab es einen enormen Aufschwung im Gasthofsgewerbe des Ortes. 1885 wurde eine neue Kirche im neogotischen Stil eingeweiht.

In Prößdorf wurde am 17. Mai 1750 Elias Schlegel geboren, der hier Steuer- und Geleitseinnehmer war und ein berühmter Instrumentenmacher und Klavierbauer geworden ist. Schlegel zog um 1790/91 nach Altenburg und hat dort 1792 das Fortepianoklavier erfunden. 2013 ist Schlegel anlässlich der Feierlichkeiten „600 Jahre Prößdorf“ mit mehreren Presseinformationen, u. a. im „Luckaer Lokalblatt“, geehrt worden. Mit einem Autorenbeitrag im „Festbuch 600-Jahre Prößdorf“ wurde sein Leben und Wirken dokumentiert. Durch das Festkomitee Prößdorf erhielt er anlässlich der Einweihungsfeierlichkeiten einer Gedenktafel zur Geschichte Prößdorfs einen würdigen Platz der Erinnerung als bedeutender Sohn des Ortes.
Prößdorf war nach Lucka der nördlichste Ort des wettinischen Amts Altenburg, welches ab dem 16. Jahrhundert aufgrund mehrerer Teilungen im Lauf seines Bestehens unter der Hoheit folgender Ernestinischer Herzogtümer stand:
- Herzogtum Sachsen (1554 bis 1572),
- Herzogtum Sachsen-Weimar (1572 bis 1603),
- Herzogtum Sachsen-Altenburg (1603 bis 1672),
- Herzogtum Sachsen-Gotha-Altenburg (1672 bis 1826).

Bei der Neuordnung der Ernestinischen Herzogtümer im Jahr 1826 kam der Ort wiederum zum Herzogtum Sachsen-Altenburg. 
Nach der Verwaltungsreform im Herzogtum gehörte Prößdorf bezüglich der Verwaltung zum Ostkreis (bis 1900) bzw. zum Landratsamt Altenburg (ab 1900). Gerichtlich war der Ort seit 1879 dem Amtsgericht Altenburg und seit 1906 dem Amtsgericht Meuselwitz zugeordnet.

### 20. Jahrhundert

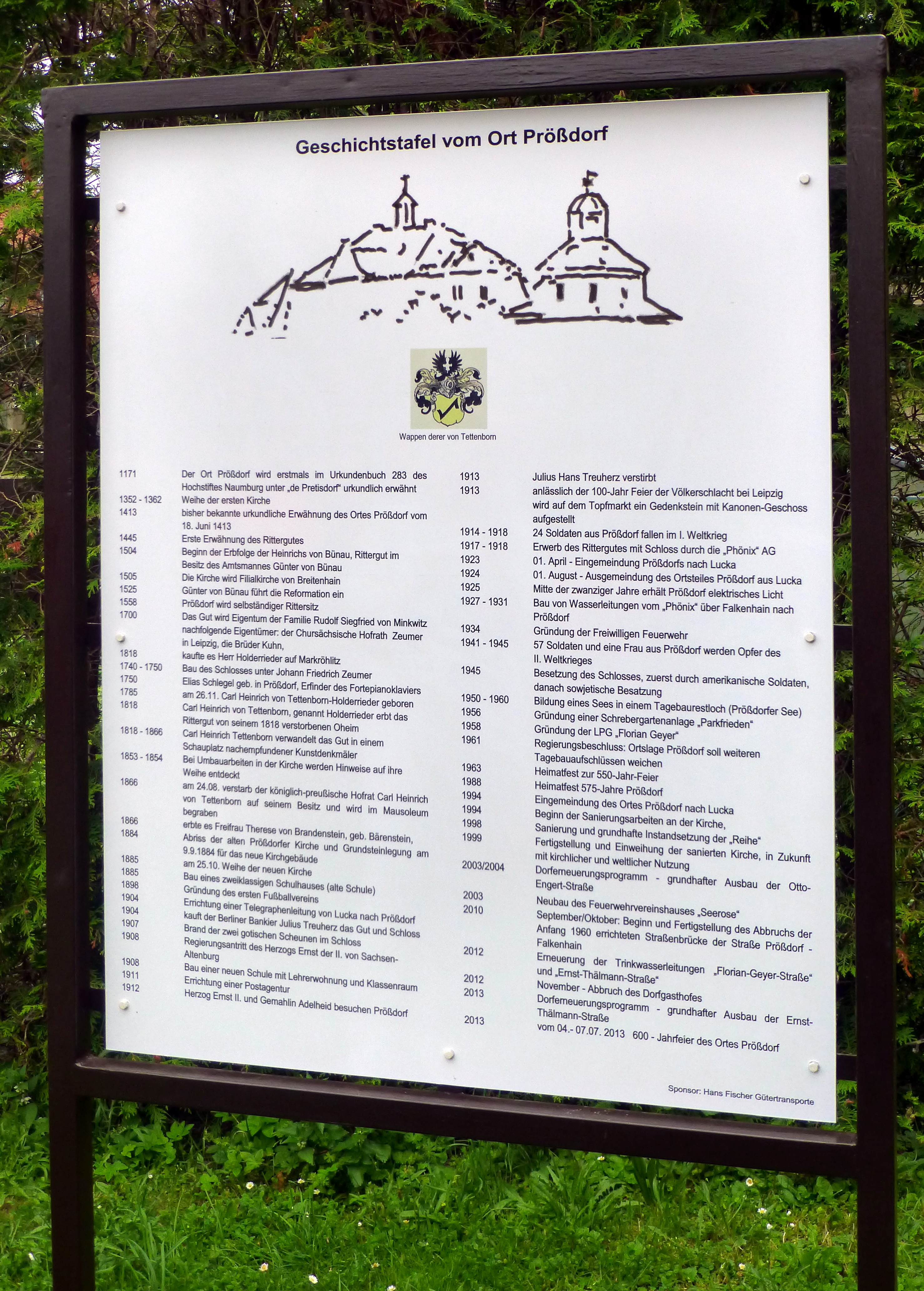
Geschichts- und Gedenktafel am Kirchplatz

Ungefähr zur Zeit der Jahrhundertwende kaufte die Phönix AG für Braunkohlenverwertung das Rittergut. Zu dieser Zeit fanden die Bewohner zunehmend Arbeit unter Tage im Bergbau, so entwickelte sich der Ort vom einstigen Bauerndorf in ein Bergbaudorf. Um Prößdorf, das zwischen dem Bornaer Revier im Norden und dem Meuselwitz-Altenburger Braunkohlerevier im Süden lag, entstanden in der ersten Hälfte des 20. Jahrhunderts zahlreiche Tagebaue.
Prößdorf gehörte ab 1918 zum Freistaat Sachsen-Altenburg, der 1920 im Land Thüringen aufging. 1922 kam die Gemeinde zum Landkreis Altenburg. Bei der zweiten Kreisreform in der DDR wurden 1952 die bestehenden Länder aufgelöst und die Landkreise neu zugeschnitten. Somit kam der Ort mit dem Kreis Altenburg an den Bezirk Leipzig.
Zu dieser Zeit hatte der "Tagebau Hemmendorf", der 1952 stillgelegt wurde, den östlich gelegenen Bereich zwischen Prößdorf und Lucka devastiert. 1962 wurde westlich von Prößdorf der Tagebau Phönix-Nord aufgeschlossen. Die Regierung hatte im Jahr 1961 die Abschlagung der sich in 20 bis 60 Metern Tiefe erstreckende 9 bis 25 Meter mächtigen Braunkohlenflöze beschlossen. Da Prößdorf dadurch zum Bergbauschutzgebiet erklärt wurde und eine Umsiedlung geplant war, unterblieb die Sicherung von historischer Bausubstanz und Architekturdetails im Ort. Wertvolle Bausubstanz ging unwiederbringlich verloren. Als dieser Beschluss aufgehoben wurde, verkauften viele Anwohner ihr Land, und so entstanden Gartenanlagen mit Bungalows, die auch eine Vielzahl von weit herkommenden Eigentümern zur Erholung nutze. Der Tagebau Phönix-Nord wurde 1968 vorzeitig stillgelegt.
Bei der Neugründung des Freistaats Thüringen im Jahr 1990 wurde Prößdorf als Teil des Landkreises Altenburg wieder thüringisch. Seit 1994 gehört der Ort zum Landkreis Altenburger Land. In diesem Zuge erfolgte am 8. März 1994 die Eingemeindung nach Lucka. Im Juli 2013 feierte Prößdorf sein 600-jähriges Bestehen mit einem Volksfest. Im Rahmen dieser Feierlichkeiten ist am 4. Juli eine Geschichts- und Gedenktafel am Kirchplatz eingeweiht worden, die in Chronik-Form die Eckpunkte der 600-jährigen Geschichte Prößdorfs aufzeigt. 

## Ortsbild
Der Ort ist in seinem Grundriss klar als Rundling zu erkennen, wobei sich im Zentrum Gärten befinden. Der alte Ortskern mit seinen Dreiseitenhöfen und späteren Winkelhöfen, was für die sonst hier vorkommenden Altenburger Bauernhöfe eher untypisch ist, und der Kuhwinkel entstanden ungefähr zeitgleich, jedoch kommen noch weitere Siedlungserweiterungen hinzu.
Das Dorferneuerungsprogramm sieht die Entwicklung zur Wohngemeinde unter Rücksichtnahme und Einbindung der natürlichen Ressourcen vor. Die Umsetzung konnte bereits in den letzten Jahren erreicht werden, so ist beispielsweise die Seerose als Zentrum des Gemeindelebens und die Kirche, welche mit Hilfe Städtebaufördermitteln saniert wurden, zu nennen. In der ehemaligen Kirche finden Konzerte statt sowie für die Region einzigartige standesamtliche Trauungen, die weit über die Landesgrenze bekannt und geschätzt sind.

## Persönlichkeiten

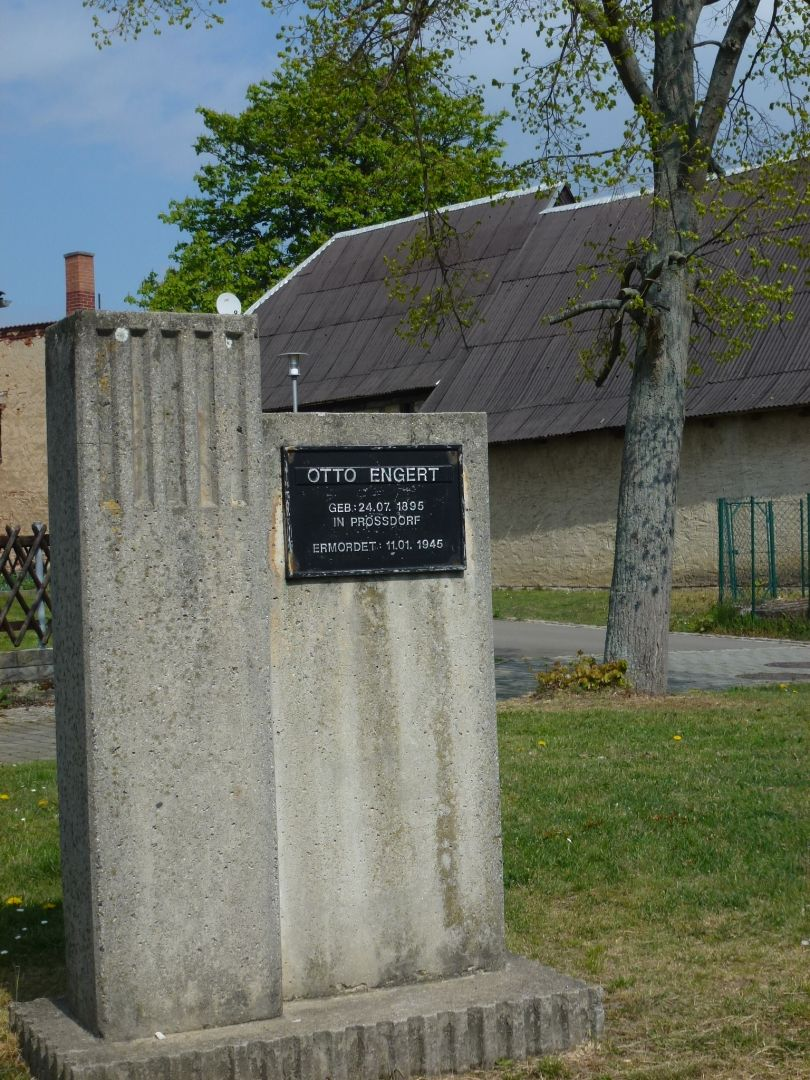
Erinnerungstafel für Otto Engert

- Elias Schlegel (1750–1805), Instrumentenmacher und Klavierbauer, der 1792 in Altenburg das Fortepianoklavier erfunden hat
- Otto Engert (1895–1945), kommunistischer Politiker und Bürgermeister von Neuhaus am Rennweg